# Anisonchanus
Anisonchanus è un genere di mammiferi estinti, appartenente ai condilartri. Visse nel Paleocene inferiore (circa 64 - 61 milioni di anni fa), e i suoi resti fossili sono stati ritrovati in Nordamerica.

## Descrizione
Questo animale non superava il mezzo metro di lunghezza, e il suo aspetto doveva essere simile a quello di molti mammiferi primitivi che occuparono il pianeta pochi milioni di anni dopo l'estinzione dei grandi rettili dell'Era Mesozoica. Anisonchanus era probabilmente un animale dotato di un corpo lungo e basso, sorretto da quattro arti relativamente robusti. Il cranio era dotato di una dentatura particolare, caratteristica di Anisonchanus e delle forme simili (Periptychidae): i denti erano dotati di insolite bande verticali di smalto. Anisonchanus, inoltre, possedeva un protocono sul terzo premolare superiore, mentre i premolari posteriori erano dotati di un grande paraconide di forma quasi colonnare.

## Classificazione
Anisonchanus fa parte dei periptichidi (Periptichydae), una famiglia di mammiferi arcaici che si svilupparono nel corso del Paleocene, appena dopo l'estinzione dei dinosauri. Questa famiglia è classicamente inclusa nel gruppo dei condilartri, ora considerato parafiletico. Anisonchanus sembrerebbe rappresentare un tipo di periptichide abbastanza primitivo, per via della taglia ridotta, ma erano già presenti alcune specializzazioni dentarie.
Anisonchanus è stato descritto per la prima volta nel 1881 da Edward Drinker Cope, che ne attribuì i fossili al genere Mioclaenus, un altro mammifero arcaico noto in precedenza. Nello stesso anno, Cope ascrisse i resti al nuovo genere Anisonchus. Il nome, però, risultò già attribuito a una specie di scarabeo descritto da Pierre Dejean nel 1833. Fu quindi Embrik Strand, nel 1928, a proporre il nuovo nome Anisonchanus per l'esemplare descritto da Cope. Curiosamente, questa vicenda nomenclaturale non emerse all'interno della comunità scientifica internazionale fino al 2013, quando una pubblicazione mise in luce la corretta sostituzione del nome.
La specie tipo è Anisonchanus sectorius, nota principalmente per materiale cranico, ma sono note numerose altre specie (A. athelas, A. fortunatus, A. onostus, A. willeyi, A. oligistus), tutte provenienti dal Paleocene inferiore degli Stati Uniti (Colorado, Montana, Louisiana, Nuovo Messico, Utah e Wyoming); una forma affine ad A. oligistus è stata rinvenuta anche in Saskatchewan (Canada).

## Curiosità
La specie A. fortunatus è stata protagonista di una curiosità paleontologica. L'unico resto fossile conosciuto (parte di un cranio con denti) è stato rinvenuto durante un'operazione di scavo di una miniera, a 750 metri di profondità, in Louisiana. Questo fu il primo ritrovamento di vertebrato fossile in un pozzo perforato ad essere citato nella letteratura scientifica. Ancor più notevole fu il fatto che l'esemplare venne ritrovato a causa della rottura dell'impianto di scavo: l'equipaggio fu calato nel pozzo per portare alla luce la testa di scavo sganciatasi, e nel fare questo venne alla luce anche un frammento di scisto contenente alcune concrezioni. Una di queste concrezioni era il cranio parziale di Anisonchanus fortunatus.